# Plainevaux (Luxemburg)
Plainevaux is een dorp in de Belgische provincie Luxemburg. Het ligt in Nollevaux, een deelgemeente van Paliseul .

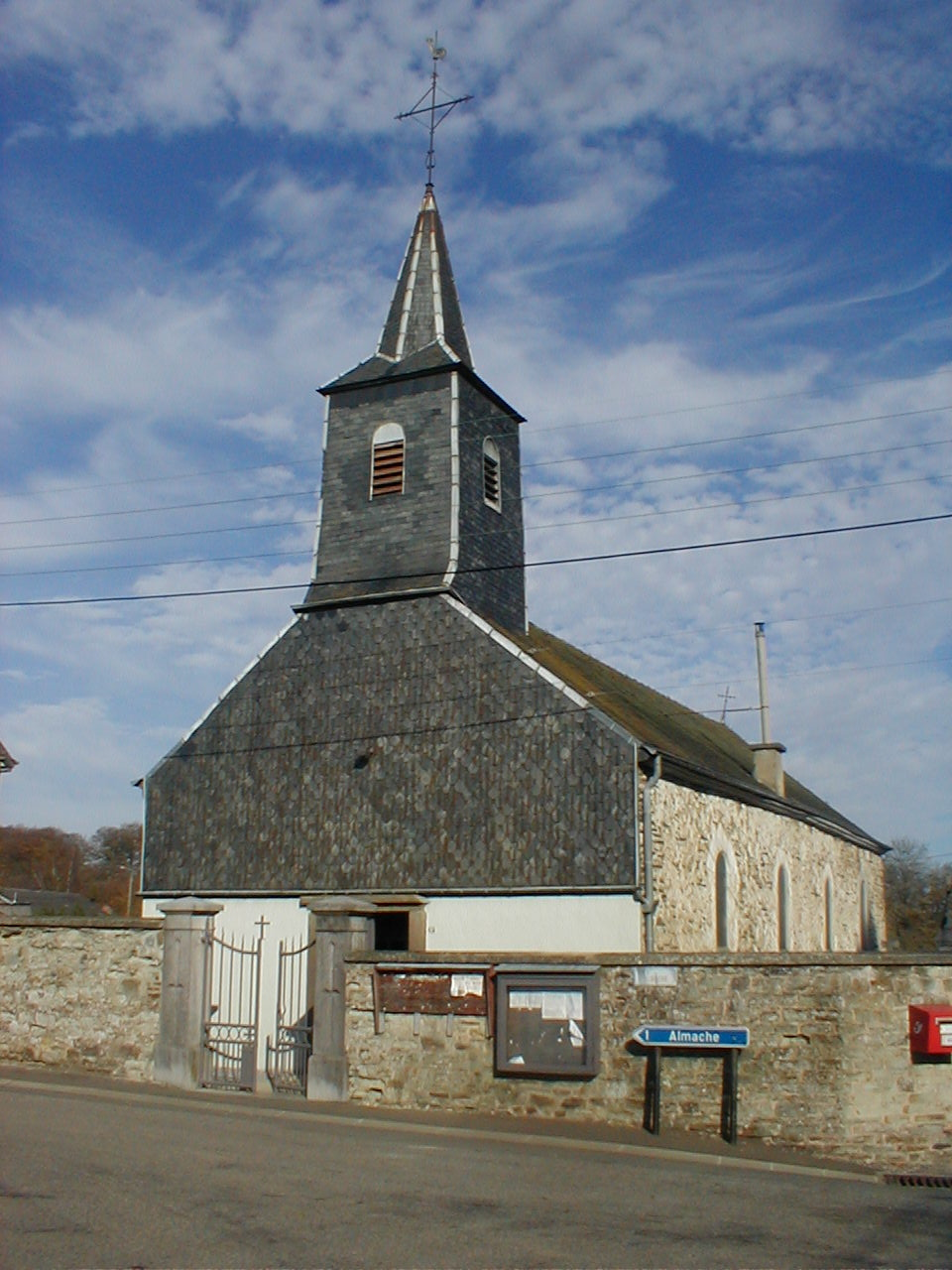
Chapelle Saint-Hubert

## Bezienswaardigheden
- De Chapelle Saint-Hubert

Deelgemeenten: Carlsbourg · Fays-les-Veneurs · Framont · Maissin · Nollevaux · Offagne · Opont · Paliseul

Overige kernen: Almache · Beth · Bour · Frêne · Launoy · Merny · Our · Plainevaux · Saint-Eloi

Belgische gemeenten · Arrondissement Neufchâteau · Luxemburg · Wallonië